# 默瑟縣 (密蘇里州)
默瑟縣（英語：Mercer County）是美國密蘇里州北部的一個縣，北界。面積1,179平方公里。根據美國2000年人口普查，共有人口3,757人。縣治普林斯頓 (Missouri)。
成立於1845年2月14日。縣名紀念紀念在美國獨立戰爭的將領、代表馬里蘭州的眾議員約翰·F·默瑟 (John Francis Mercer)。